# Volante (futebol)

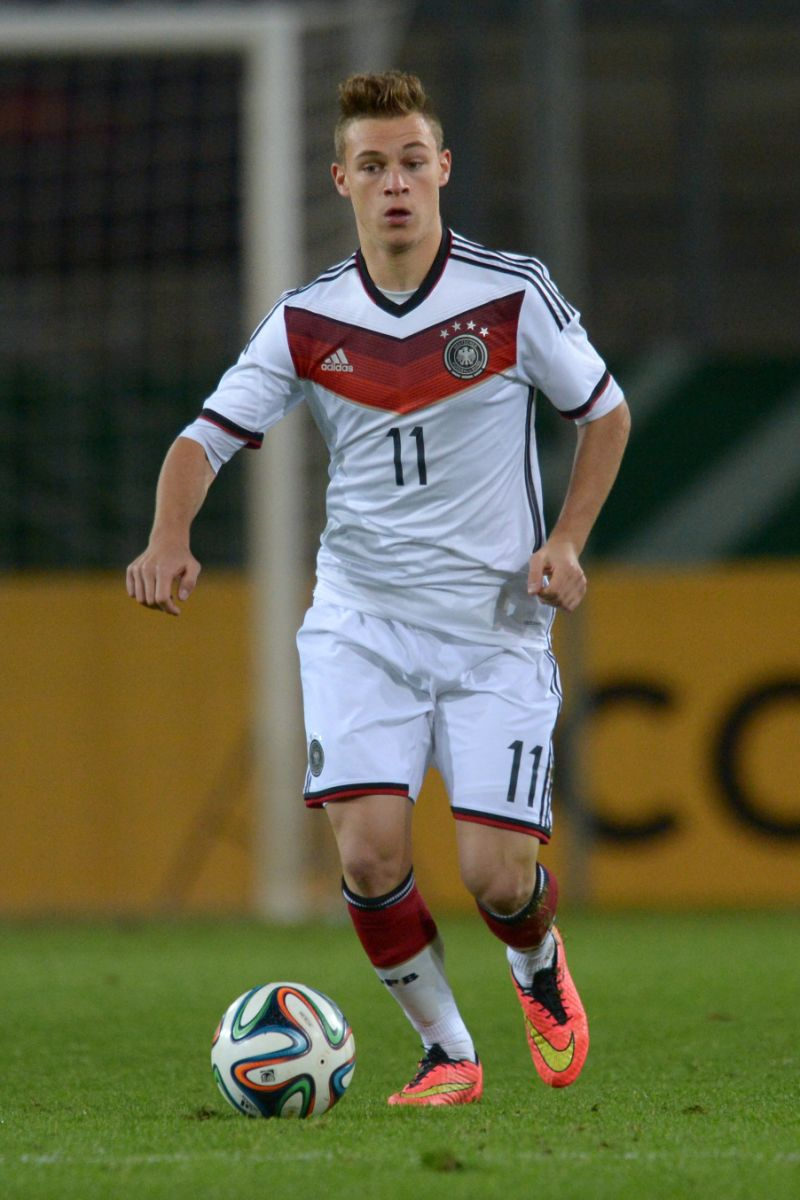
Joshua Kimmich atuando pela Seleção Alemã

Meia-defensivo, volante (português brasileiro) ou trinco (português europeu) é uma posição de um jogador de futebol. O termo tem sido usado para se referir ao meio-campista que atua mais defensivamente. No campo, o volante se posiciona na linha de centro, fazendo a saída de bola da defesa para o ataque. Além disso, também tem a função de recuperar a bola.
No Brasil, o termo volante deriva de Carlos Volante, jogador argentino que atuava como meio-campo e tinha um papel defensivo no Flamengo. Em Portugal, são também chamados como médio defensivo e trinco. O nome não deve ser confundido com a denominação volante na língua espanhola, usada para indicar todos os participantes do meio-campo, em algumas situações englobando até os meia-armadores.

## Primeiro-volante

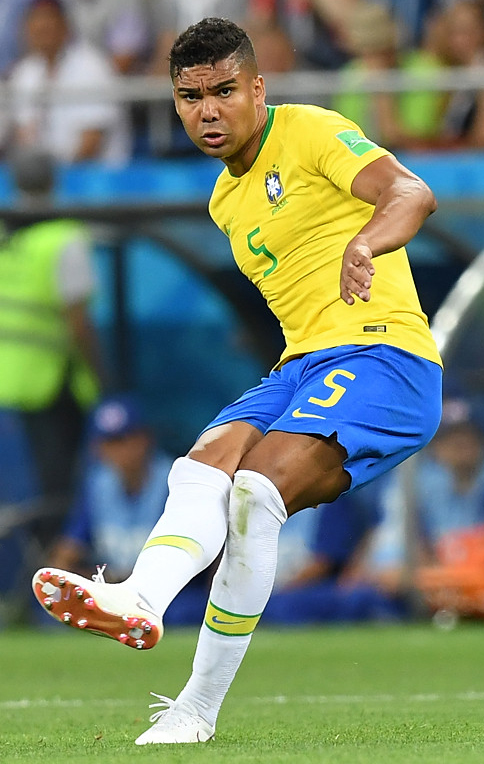
Casemiro atuando pela Seleção Brasileira na Copa do Mundo de 2018

O primeiro-volante, também conhecido por cabeça de área, é o volante que atua a frente do goleiro, mais recuado que os outros. Também são conhecidos como volantes de contenção. Popularmente, alguns cabeças de área são chamados de cabeças de bagre devido à pouca habilidade e técnica necessária para desempenhar a função. Contudo, é muito comum também a utilização de volantes habilidosos, facilitando a rotatividade dentro de campo.
O primeiro-volante, além de marcar, pode ter como função desempenhar o papel do falso líbero. Isto é, em um esquema com quatro defensores, como o 4-4-2, um dos dois, forma com os outros dois zagueiros um trio defensivo, dando aos laterais maiores possibilidades de ataque.
O volante que marca bem diminui a pressão sobre a defesa, porém o futebol moderno exige do volante um bom passe, porque a bola precisa chegar ao meias em boas condições para construir as jogadas de ataque. No novo futebol o volante esta se tornando o chamado homem do primeiro passe.

## Segundo-volante
O segundo-volante é o meio-campista que atua cumprindo as funções de auxiliar o primeiro-volante na marcação dos meias adversários e amparar os meias de sua equipe a criar as jogadas de ataque, organizar o meio de campo e distribuir os passes. Ele faz a ligação entre a parte defensiva e a ofensiva do meio de campo recebendo a bola de um jogador de defesa (geralmente o primeiro-volante) e repassando-a a algum meia do time. Quando o lateral sair pro jogo o volante tem que ficar na posição do mesmo.

## Meio-campista
Os meio-campistas são muitas vezes responsáveis pela criação das jogadas. Atuando a partir do campo do adversário, independente do lado ou centro, estes atletas são muito importantes pela participação e criação das jogadas e são aqueles que possuem uma certa técnica acima do nível dos que estão em campo, dão melhores passes, têm melhor visão de jogo, participam e ou iniciam as jogadas para a conclusão de gol para os meias-atacantes, atacantes, centroavantes, além de também serem bons na marcação homem a homem dentro de campo.

## 10 volantes mais caros da história
| Posição | Volante             | De                     | Para              | Valor (£)    | Valor (€)     | Ano  |
| ------- | ------------------- | ---------------------- | ----------------- | ------------ | ------------- | ---- |
| 1       | Moisés Caicedo      | Brighton & Hove Albion | Chelsea           | 115 milhões  | 133 milhões   | 2023 |
| 2       | Enzo Fernández      | Benfica                | Chelsea           | 107 milhões  | 121 milhões   | 2023 |
| 3       | Declan Rice         | West Ham               | Arsenal           | 105 milhões  | 116,6 milhões | 2023 |
| 4       | Paul Pogba          | Juventus               | Manchester United | 89.3 milhões | 105 milhões   | 2016 |
| 5       | Frenkie de Jong     | Ajax                   | Barcelona         | 65 milhões   | 75 milhões    | 2019 |
| 6       | Casemiro            | Real Madrid            | Manchester United | 70 milhões   |               | 2022 |
| 7       | Aurélien Tchouaméni | Monaco                 | Real Madrid       | 68,3 milhões | 80 milhões    | 20   |
| 8       | Rodri               | Atlético de Madrid     | Manchester City   | 62.6 milhões |               | 2019 |
| 9       | Sandro Tonali       | Milan                  | Newcastle         | 55 milhões   | 70 milhões    | 2023 |
| 10      | Bruno Guimarães     | Lyon                   | Newcastle         | 40 milhões   | 52 milhões    | 2022 |

Fonte: Lance!